# Skruszacz
Skruszacz – mieszanka soli kwasów organicznych (m.in. węglanu sodu, cytrynianu sodu i octanu sodu) i substancji smakowych skomponowana w celu wystandaryzowania procesu kruszenia mięsa.
Skruszacze ulegają rozkładowi w czasie około 24 godzin. Z tego powodu nie pozostawiają nieprzyjemnego posmaku lub zapachu, a jednocześnie ograniczają rozwój mikroflory bakteryjnej. Kwasy organiczne powodują nadto, że wzrasta soczystość mięsa w drodze pęcznienia białek mięśniowych. 
Aplikacja skruszaczy odbywa się albo w drodze nastrzykiwania całych elementów mięsa, albo poprzez dodanie w trakcie masowania.